# Милавац
Милавац је насеље у Србији у општини Љиг у Колубарском округу. Према попису из 2022. било је 170 становника.

## Демографија
У насељу Милавац живи 160 пунолетних становника, а просечна старост становништва износи 32,9 година (33,2 код мушкараца и 32,5 код жена). У насељу има 56 домаћинстава, а просечан број чланова по домаћинству је 3,98.
Ово насеље је великим делом насељено Србима (према попису из 2002. године), а у последња три пописа, примећен је пад у броју становника.
|  |

| Демографија | Демографија | Демографија |
| Година      | Становника  | Становника  |
| ----------- | ----------- | ----------- |
| 1948.       | 341         |             |
| 1953.       | 330         |             |
| 1961.       | 316         |             |
| 1971.       | 397         |             |
| 1981.       | 361         |             |
| 1991.       | 248         | 240         |
| 2002.       | 223         | 272         |

| Етнички састав према попису из 2002.‍ | Етнички састав према попису из 2002.‍ | Етнички састав према попису из 2002.‍ | Етнички састав према попису из 2002.‍ | Етнички састав према попису из 2002.‍ |
| ------------------------------------ | ------------------------------------ | ------------------------------------ | ------------------------------------ | ------------------------------------ |
|                                      |                                      |                                      |                                      |                                      |
| Срби                                 | Срби                                 |                                      | 217                                  | 97,30%                               |
| Словенци                             | Словенци                             |                                      | 2                                    | 0,89%                                |
| Хрвати                               | Хрвати                               |                                      | 1                                    | 0,44%                                |
| Роми                                 | Роми                                 |                                      | 1                                    | 0,44%                                |
| Муслимани                            | Муслимани                            |                                      | 1                                    | 0,44%                                |
| непознато                            | непознато                            |                                      | 1                                    | 0,44%                                |

| Година пописа     | 1948. | 1953. | 1961. | 1971. | 1981. | 1991. | 2002. |
| ----------------- | ----- | ----- | ----- | ----- | ----- | ----- | ----- |
| Број домаћинстава | 64    | 74    | 84    | 84    | 75    | 63    | 56    |

| Број чланова      | 1 | 2  | 3  | 4 | 5 | 6 | 7 | 8 | 9 | 10 и више | Просек |
| ----------------- | - | -- | -- | - | - | - | - | - | - | --------- | ------ |
| Број домаћинстава | 8 | 10 | 10 | 8 | 7 | 5 | 3 | 2 | 1 | 2         | 3,98   |

| Пол    | Укупно | Неожењен/Неудата | Ожењен/Удата | Удовац/Удовица | Разведен/Разведена | Непознато |
| ------ | ------ | ---------------- | ------------ | -------------- | ------------------ | --------- |
| Мушки  | 84     | 19               | 56           | 5              | 4                  | 0         |
| Женски | 83     | 10               | 55           | 10             | 8                  | 0         |
| УКУПНО | 167    | 29               | 111          | 15             | 12                 | 0         |

| Пол    | Укупно                    | Пољопривреда, лов и шумарство | Рибарство                            | Вађење руде и камена | Прерађивачка индустрија       |
| ------ | ------------------------- | ----------------------------- | ------------------------------------ | -------------------- | ----------------------------- |
| Мушки  | 46                        | 26                            | 0                                    | 1                    | 8                             |
| Женски | 13                        | 8                             | 0                                    | 0                    | 1                             |
| УКУПНО | 59                        | 34                            | 0                                    | 1                    | 9                             |
| Пол    | Производња и снабдевање   | Грађевинарство                | Трговина                             | Хотели и ресторани   | Саобраћај, складиштење и везе |
| Мушки  | 1                         | 2                             | 2                                    | 0                    | 0                             |
| Женски | 0                         | 0                             | 1                                    | 0                    | 0                             |
| УКУПНО | 1                         | 2                             | 3                                    | 0                    | 0                             |
| Пол    | Финансијско посредовање   | Некретнине                    | Државна управа и одбрана             | Образовање           | Здравствени и социјални рад   |
| Мушки  | 0                         | 0                             | 0                                    | 0                    | 0                             |
| Женски | 0                         | 2                             | 0                                    | 1                    | 0                             |
| УКУПНО | 0                         | 2                             | 0                                    | 1                    | 0                             |
| Пол    | Остале услужне активности | Приватна домаћинства          | Екстериторијалне организације и тела | Непознато            | Непознато                     |
| Мушки  | 1                         | 0                             | 0                                    | 5                    | 5                             |
| Женски | 0                         | 0                             | 0                                    | 0                    | 0                             |
| УКУПНО | 1                         | 0                             | 0                                    | 5                    | 5                             |